# Региональная инновационная система
Региональная инновационная система (РИС, англ. regional innovation system) – это сочетание взаимосвязанных институтов, инициирующих и генерирующих новые знания, осуществляющих их распространение и использование, а также инфраструктурных элементов, способствующих технологическому, организационному, финансово-экономическому, правовому и информационному обеспечению деятельности на разных стадиях инновационного цикла.

## История
В 1980-х Бенгт-Оке Лундвалль) совместно с Кристофером Фримэном и одновременно с Ричардом Нельсоном разработали и развивали концепцию национальный инновационных систем.
Термин «региональная инновационная система» возник, когда потребовалось описание сетей создания, внедрения и распространения новых знаний, технологий и продуктов в пределах одного региона. Условия для развития инноваций могут существенно различаться внутри стран. Выделяются крупные центры создания и использования инноваций и обширная периферия.
Б.Асхайм и А.Изаксен рассматривали промышленные районы и кластеры в качестве источника инноваций. Анализируя работы А.Маршалла и Ф.Перу, они пришли к выводу о наличии значительного инновационного потенциала определенных территорий для постоянного изобретения новых технологий. Главной особенностью региональных инновационных систем, Асхайм и Изаксен считали сочетание использования как местных региональных, так и внешних знаний. При комбинировании внешних и внутренних знаний у промышленных районов появляется возможность генерировать не только добавочные, но и радикальные инновации, необходимые для поддержания высокой конкурентоспособности.

## Функции в экономике региона
Целевая функция РИС – это поддержка и ускорение процессов создания, внедрения и распространения новых знаний, технологий и продуктов на территории того или иного региона.
Каждый регион обладает определенными элементами РИС, а соответственно все регионы могут классифицироваться по степени развития и интенсивности взаимодействия внутри инновационной системы.
Региональные власти стремятся поощрять и активизировать доверие и взаимодействие между различными участниками инновационной деятельности для ускорения инновационных процессов.
Региональные инновационные системы также существенно различаются из-за социокультурных особенностей регионов .

## Структура
«Ядром» РИС являются подсистемы «генерации новых знаний», «трансферта новаций» и «реализации инноваций».
Подсистема генерации новых знаний включает научные организации (институты РАН и научно-исследовательские институты (НИИ)) и «R‘n’D» (от англ. «research and development» - исследование и развитие) отделы крупных компаний, в которых за рубежом концентрируется более 50% прикладных исследований. Аналогичные пропорции были и в СССР. Основная функция подсистемы – зарождение новых знаний (как фундаментальных, так и прикладных).
Подсистема трансферта новаций (или распространения знаний) представлена как опытно-конструкторскими производствами, так и МИПами. Инновационные компании служат «проводниками» научных идей, так как зачастую основаны выходцами из научно-исследовательской среды. В подсистеме широко представлены и другие элементы, обеспечивающие трансферт технологий. В данной подсистеме новации приобретают черты нового продукта или услуги (Jantsch, 1967).
Подсистема трансферта технологий является наиболее уязвимой, так как в среднем лишь 10% инновационных проектов доходят до стадии готового коммерческого продукта (Инновационный потенциал…, 2007). Поэтому усилия региональных властей за рубежом направлены преимущественно на создание и поддержку данного элемента. В России подсистема чаще всего является наименее развитой, представлена лишь ограниченным набором элементов, несвязанных друг с другом.
Основной целью подсистемы реализации является производство готовых коммерческих продуктов. Уровень технологического развития данной подсистемы детерминирует способности всей РИС к внедрению новых знаний и технологий. К подсистеме относятся как предприятия обрабатывающей промышленности, так и креативные (или творческие) индустрии.
Ядро РИС дополняется подсистемой «обучения и кадровой подготовки» и подсистемой «потребления новых продуктов и услуг».
Основной функцией подсистемы обучения и подготовки кадров (Бабурин, 2009) является передача и освоение накопленных ранее знаний и навыков, или подготовка кадров для ядра РИС, которое и формирует спрос на образовательные услуги и соответствующие кадры. В рамках скандинавского подхода «экономики обучения» подсистема обучения является основообразующей и пронизывает всю систему.
Подсистема потребления входит в РИС в качестве крупного опосредованного элемента и фактически определяет спрос на те или иные инновации. В США государственный оборонный заказ в значительной степени определял развитие высоких технологий. Подобная система функционировала в СССР. Крупным потребителем новой продукции и услуг (гаджеты, мода и пр.) выступают средний и креативный класс с высоким уровнем жизни и образования. Многие государственные организации за рубежом внедряют результаты НИОКР ранее частных компаний. Транснациональные корпорации (ТНК) выделены в отдельный элемент подсистемы, так как являются активными потребителями всех видов новых технологий и продуктов. ТНК определяют спрос в развивающихся странах, обеспечивая внедрение заимствованных нововведений (Гохберг, 2003).
Инфраструктура поддержки создания новых технологий и продуктов опосредовано входит в РИС. Организационно-технологическая инфраструктура представляет собой набор инструментов, обеспечивающих предприятия необходимым оборудованием, площадями, информационными услугами и т. д. Финансовая инфраструктура включает организации и институты, осуществляющие инвестиции на разных стадиях научно-производственного цикла: бюджетные средства и гранты на стадии фундаментальных исследований, бизнес-ангелы на стадии новации, венчурные фонды на стадии развития стартапа, банковские кредиты на стадии реализации и потребления продукции и т.д. Административно-правовая инфраструктура обеспечивает регулирования инновационной деятельности. За рубежом нормативное регулирование является одним из факторов внедрения новых технологий, в частности в сфере энергосбережения, очистки от загрязняющих веществ и т. д.  Информационная инфраструктура служит для информирования организаций о существующих и потенциальных разработках, рынках новой продукции и услуг, частично выполняет функции «сближения» инноваторов и потребителей новой продукции, частично служит для продвижения новых товаров и услуг путем брендирования и проведения маркетинговых исследований.